# Oryzaephilus canus
Oryzaephilus canus es una especie de coleóptero de la familia Silvanidae.

## Distribución geográfica
Habita en Somalia, Kenia y Tanzania.